# Handelshochschule Berlin

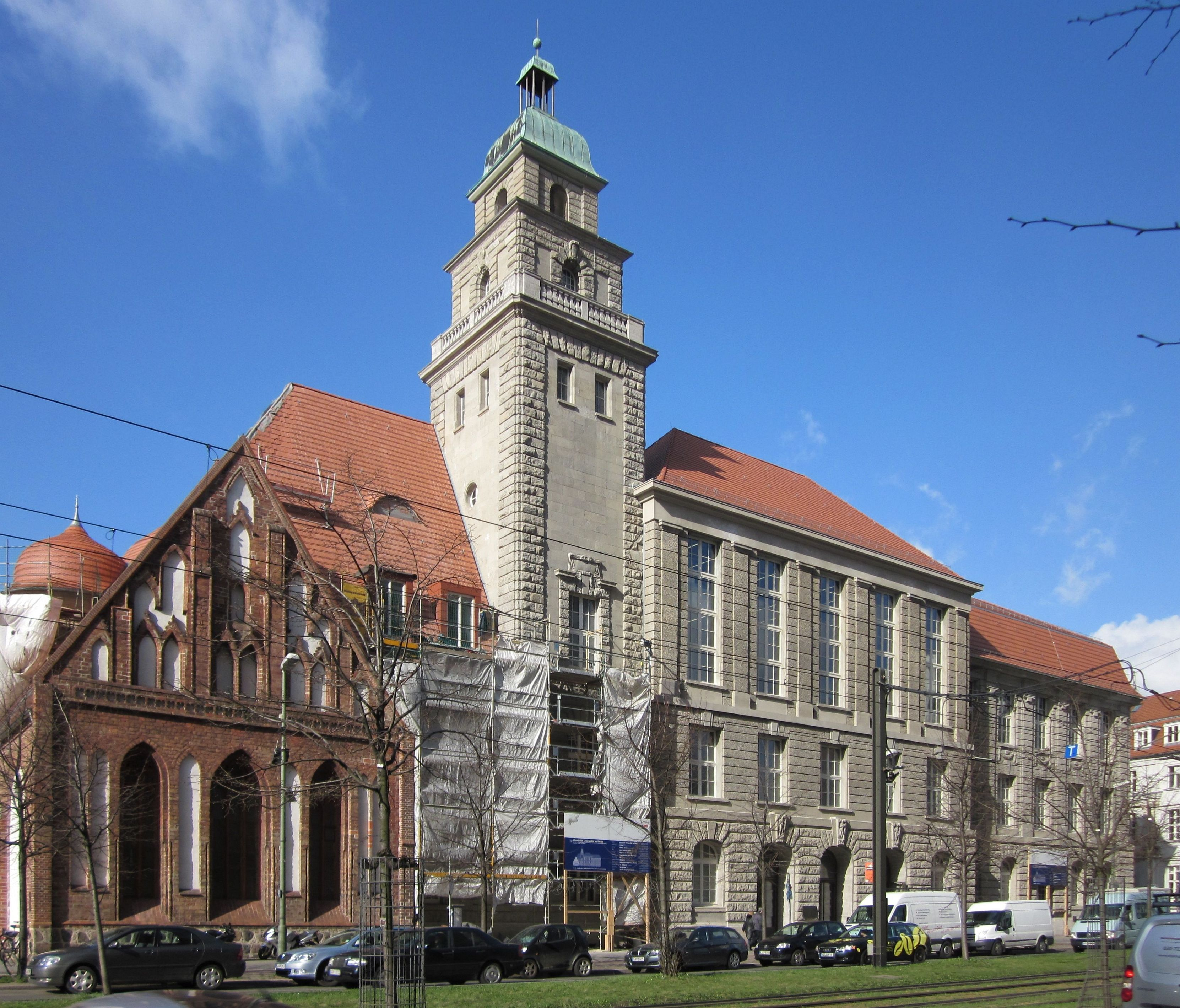
Handelshochschule von der Spandauer Straße aus, links die Kapelle des Heilig-Geist-Spital

Die Handelshochschule Berlin war von 1906 bis 1946 eine akademische Ausbildungsstätte in der Spandauer Straße 1.

## Geschichte
Im Jahr 1904 hatte die Berliner Kaufmannschaft die Gründung einer Handelshochschule beschlossen. Am 27. Oktober 1906 wurde sie feierlich eröffnet. Ihr Gründungsrektor war der Historiker Ignaz Jastrow. Von 1906 bis 1919 lehrte Johann Friedrich Schär als ordentlicher Professor für Buchhaltung, Organisation und Zahlungsverkehr. 1918 hatte der Staatsrechtler Hugo Preuß das Rektorat inne.
1920 übernahm die Industrie- und Handelskammer Berlin die Schule und wandelte sie im Juli 1926 in eine Anstalt öffentlichen Rechts. Am 1. Oktober 1931 wurde – nach seiner Wahl durch die Kollegenschaft – Moritz Julius Bonn Rektor der Handelshochschule.
Am 1. November 1935 erfolgte eine Umbenennung in Wirtschaftshochschule Berlin. Einer ihrer Dozenten war zu diesem Zeitpunkt beispielsweise der rassenideologische Russlandforscher Gerhard von Mende.
Nach dem Zweiten Weltkrieg wurde die Handelshochschule unter Mitwirkung des Ökonomen Jürgen Kuczynski in die Wirtschaftswissenschaftliche Fakultät der Humboldt-Universität integriert.
Ab August 1946 war der Aufbau einer Wirtschaftswissenschaftlichen Fakultät vorgesehen, in die die Staatswissenschaften aufgenommen werden sollten, da mit Wiedereröffnung der Berliner Universität die Juristische Fakultät auf Wunsch der Juristen ohne diese eröffnet wurde. Der kommissarische Rektor der Wirtschafts-Hochschule, Bruno Rogowsky, verhandelte mit dem Magistrat über die Übernahme der Wirtschafts-Hochschule in diese neue Fakultät, er wurde Prodekan, Dekan wurde der Statistiker Bruno Gleitze.

## Gebäude
Durch das Architekturbüro Cremer & Wolffenstein wurde 1904–1906 ein Neubau ausgeführt. Das Baugrundstück in Berlin-Mitte befand sich an einem der damaligen Zentren der Berliner Finanzwelt neben Börse und Handelskammer in der Neuen Friedrichstraße (heute: Anna-Louisa-Karsch-Straße) und Spandauer Straße 1. In den Komplex einbezogen wurde eines der ältesten Gebäude Berlins, die Kapelle des Heilig-Geist-Spitals (um 1300), die zu DDR-Zeiten als Mensa genutzt wurde und heute als Festsaal dient. Das Bauensemble steht unter Denkmalschutz.

## Ehrendoktorate
- Max Apt, Wirtschaftsjurist (Ehrenprofessur)
- Sven Hedin, Schriftsteller, 1931
- Josef Hellauer, Betriebswirt, 1931
- Theodor Leipart, Gewerkschafter
- Philipp Möhring, Jurist
- Frederic M. Sackett, Diplomat

## Dozenten
- Friedrich Burgdörfer
- Moritz Julius Bonn
- Hans Crüger
- Franz Eulenburg
- Paul Gieseke, 1933–1934 Rektor
- Rolf Grabower
- Heinrich Hunke
- Konrad Mellerowicz
- Gerhard von Mende
- Emil Heinrich Meyer
- Heinrich Nicklisch, 1922 Rektor
- Georg Obst
- Hugo Preuß
- Heinrich Rittershausen
- Carl Schmitt
- Hans Schneider
- Werner Sombart
- Edmund Veesenmayer
- Werner Weber
- Werner Ziegenfuß

## Ehemalige Studenten
- Heinrich Bredenbreuker, Bankdirektor
- Bernhard Hartmann
- Paul Heimann, Erziehungswissenschaftler und Professor an der Pädagogischen Hochschule Berlin
- Hermann Krause
- Hans Seischab
- J. Hermann Siemer
- Yngve Larsson, schwedischer Politiker und Ph.D.